# Миряна Башева
Миряна Иванова Башева е българска поетеса и журналистка, авторка на текстове на песни и на сценарии.

## Биография
Родена е на 11 февруари 1947 година в София в семейство по произход от Прилеп. Дъщеря е на Иван Башев, външен министър на България в правителствата на Тодор Живков и Станко Тодоров (1962 – 1971). Учи в английска гимназия, след което следва английска филология в Софийския държавен университет, но не се дипломира.
Отдава се на журналистическа работа. Продължително време работи в списание „Отечество“, след това във вестниците „24 часа“ и „Сега“. Известно време работи и в Българската телевизия.

## Творчество
Прописва стихове сравнително по-късно около 1971 г. Характерна особеност на нейните стихове е оригиналната мисъл и мелодичността. Ето защо не е случайно, че Миряна Башева става търсен автор на текстове на популярни песни. Автор е на текстове за песни по музика на Петър Чернев, Михаил Белчев, Стефан Димитров, Атанас Косев, Юри Ступел, Валди Тотев и др. Песните ѝ са изпълнявани от много звезди на българската естрада.
През 1979 г. пише стиховете към филма „Войната на таралежите“ на Иванка Гръбчева. По покана на Рангел Вълчанов Башева пише сценария на игралния филм „Последни желания“ (1983 г.) и на няколко документални филма на същия режисьор.
Стиховете ѝ са преведени на английски, немски, френски, полски и руски език.
Има включени стихове в антология с българска поезия, издадена в САЩ – антологията „Глина и звезда – съвременни български поети“ (1992), подготвена за печат от българския поет и преводач Георги Белев, заедно с Lisa Sapinkopf. 